# Enköpingsvägen, Solna
För Enköpingsvägen mellan Stockholm och Enköping se Enköpingsvägen.

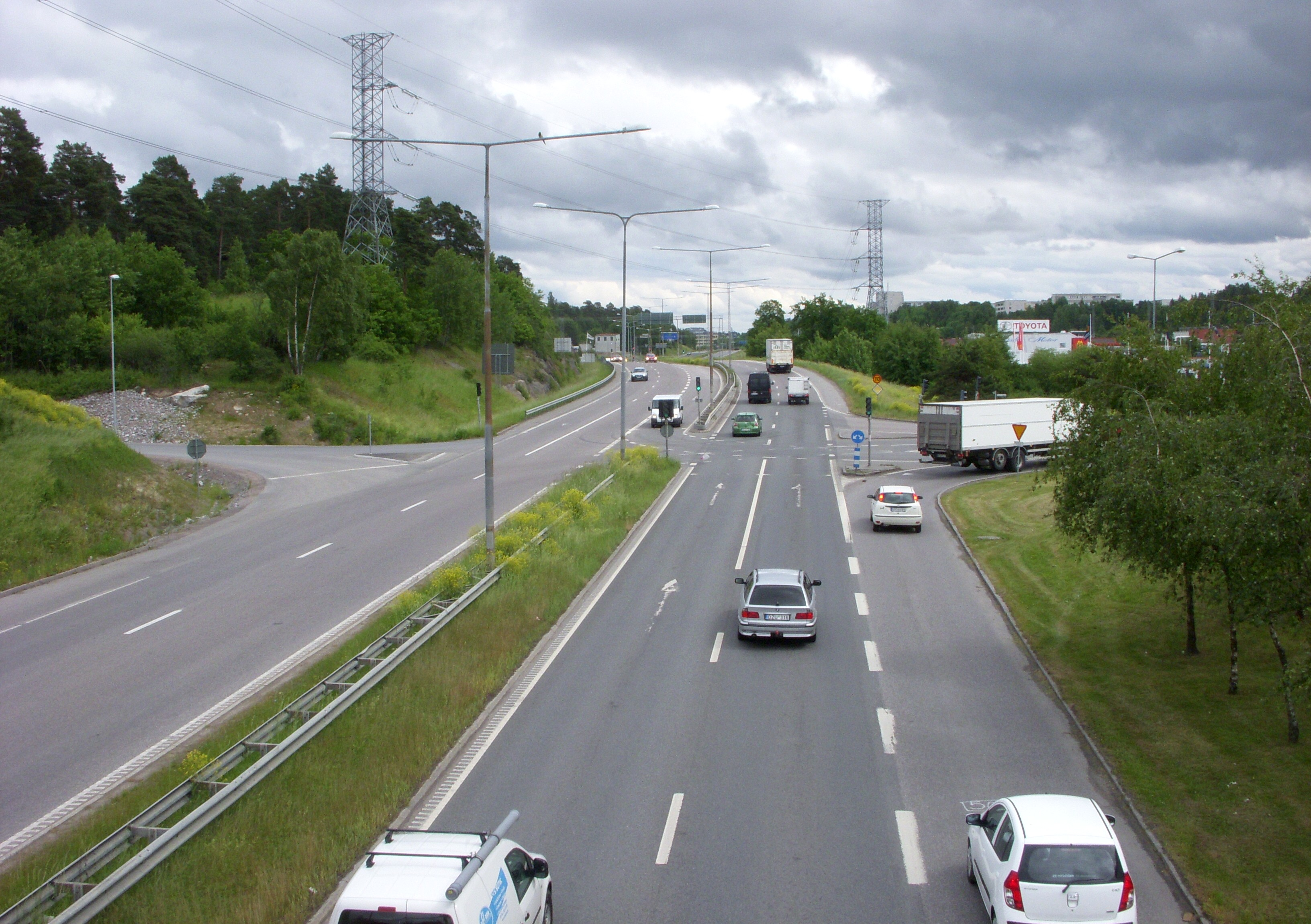
Enköpingsvägen i Rissne, vy mot öst och Sundbyberg, juni 2010

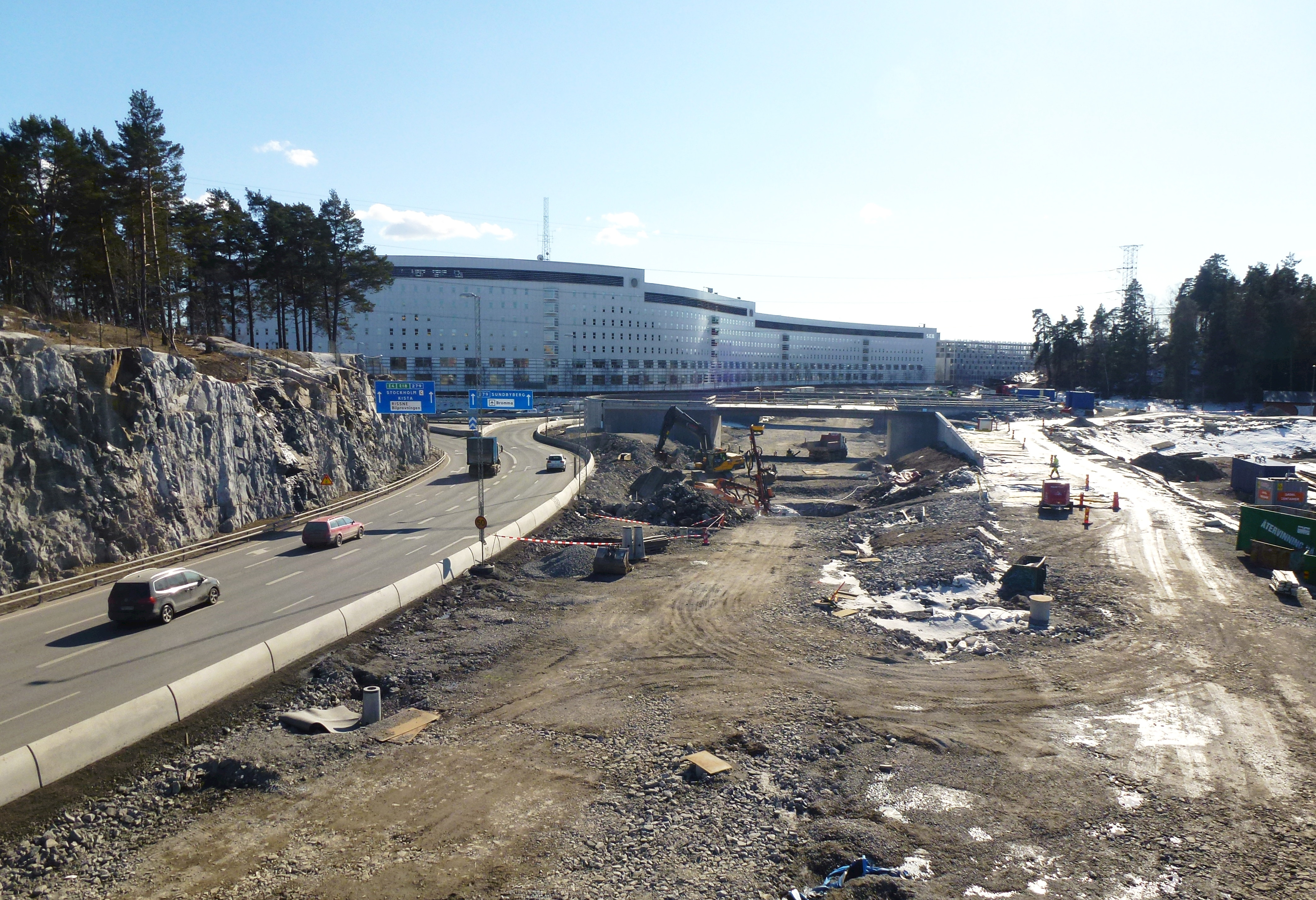
Trafikplats Rissne under byggnad med Bankhus 90 i bakgrunden, mars 2013.

Enköpingsvägen är en trafikled som förbinder Uppsalavägen (E4) och Bergshamravägen i öst med Ulvsundavägen (Länsväg 279) i väst. Vägförbindelsen är cirka 4,5 kilometer lång och går genom tre kommuner: Solna kommun, Sundbybergs kommun och Stockholms kommun. Avsnittet i Stockholms kommun utgör själva korsningen med Ulvsundavägen och är bara några tiotal meter lång. 
Leden var fram till september 2013 en del av E18. Idag går E18 istället i gemensam sträckning med E4 Uppsalavägen från Järva Krog till trafikplats Kista, sedan längs det nybyggda motorvägsavsnittet mellan Kista och Hjulsta. 
Längs vägsträckan märks bland annat Järva krog, Ursvik, Hallonbergen och Bankhus 90, SEB:s stora kontorshus i Rissne.

## Trafikplats Rissne
För närvarande (2013) anläggs en ny trafikplats vid Bankhus 90, "trafikplats Rissne". Ombyggnaden innebär att dagens signalkorsning där Gamla Enköpingsvägen ansluter till Ulvsundavägen ersätts med en ny planskild trafikplats med överliggande cirkulation. Vid trafikplats Rissne byggs en ny anslutning till Rinkeby via Rinkebysvängen. Mot öster ansluts Enköpingsvägen (före detta E18) till trafikplatsen.